# Urša Kragelj
Urša Kragelj est une sportive slovène pratiquant le canoë-kayak.

## Palmarès

### Championnats du monde de canoë-kayak slalom
- 2010 à Tacen,  Slovénie
  -  Médaille de bronze en K1 par équipes

### Championnats d'Europe de canoë-kayak slalom
- 2010 à Čunovo,  Slovaquie
  -  Médaille de bronze en K1